# Trefcon
Trefcon település Franciaországban, Aisne megyében. Lakosainak száma 81 fő (2022. január 1.). Trefcon Beauvois-en-Vermandois, Caulaincourt, Pœuilly, Tertry és Vraignes-en-Vermandois községekkel határos.

## Népesség
A település népessége az elmúlt években az alábbi módon változott:
| Lakosok száma | 94   | 87   | 83   | 84   | 90   | 89   | 85   | 83   | 84   | 81   |
|               | 1968 | 1982 | 1990 | 2006 | 2013 | 2015 | 2017 | 2019 | 2020 | 2022 |